# 톰 로테
톰 로테(독일어: Tom Alexander Rothe, 2004년 8월 29일~)는 독일의 축구 선수이다. 분데스리가의 보루시아 도르트문트에서 수비수로 활동하고 있다.

## 구단 경력
2021년, FC 장크트파울리에서 보루시아 도르트문트로 이적했다.